# Belaspidia elongata
Belaspidia elongata är en stekelart som beskrevs av Pujade-villar 1999. Belaspidia elongata ingår i släktet Belaspidia och familjen bredlårsteklar.
Artens utbredningsområde är Spanien. Inga underarter finns listade.